# 小松平五郎
小松 平五郎（こまつ へいごろう、1896年 (明治29年) 4月20日 - 1953年 (昭和28年) 3月6日）は大正 - 昭和期の日本の作曲家。秋田県由利郡玉米村（現在の由利本荘市）生まれ。兄は作曲家の小松耕輔、弟は音楽評論家の小松清。筆名は平平平平 (ひらだいらひらへい) 。

## 経歴
8人兄弟の6男として生まれる。東京京華中学から慶應義塾大学商学部に進み、在学中にワグネル・ソサエティーを指揮するが、2年で中退し作曲に専念する。作曲はシュレーカーの門弟である亡命ポーランド人のステファン・ルビエンスキーに師事した。
1927年から1941年まで国民交響楽団を主宰、指揮したが、この楽団の目的は作曲家に発表の機会を、聴衆に鑑賞の機会を共に廉価で提供することにあった。
1927年には兄・耕輔、弟・清、牛山充らと国民音楽協会を設立、合唱運動を推進した。また1928年に弟・清、中山晋平、露木次男らと日本民謡協会を設立した。そしてこの年に創立された法政大学アリオンコールでは、初代常任指揮者を務めている。
このころから日本大学芸術科講師をつとめ、日本大学芸術科管弦楽団、立教大学交響楽団や合唱団を指導している。1930年には箕作秋吉らと共に新興作曲家連盟創立発起人となるが、1933年に脱退し、1936年賛助会員として再入会した。
1930年キングレコードが設立され、翌1931年1月に小松作曲の「マドロス小唄」が淡谷のり子のデビュー曲としてヒットした。1931年創設の帝国音楽学校教授、また東京兒童音楽院院長をつとめた。
1945年から47年まで故郷・玉米村に疎開し、村助役を務めたが、その後帰京し日大講師となった。
1953年東京で没した。

## 国民交響楽団
小松平五郎は1927年12月に国民交響楽団を組織した。楽団名は「国民交響管弦楽団」とも称していた。楽団の目的は、交響管弦楽を研究すること、日本人の作品を発表すること、などであった。楽団員は早稲田や慶應の学生が主体であり、1929年時点で80名近い団員が所属していた。
1928年2月19日に第1回演奏会を日本青年館で開催。ハイドン「オクスフォード交響曲」、シューベルト「未完成交響曲」、モーツァルト「劇場支配人序曲」を小松が指揮した。その年には4回の研究発表会と称する演奏会を開催し、大小20数回の演奏を引き受けている。
1929年5月14日にはアルス音楽鑑賞会の後援を受けて第5回演奏会を開催し、ベートーヴェンの「第2交響曲」、プッチーニとヴェルディのアリア2曲（ソプラノは平井美奈子）、シベリウスの「フィンランディア」を小松が指揮した。翌6月30日の第6回演奏会ではメンデルスゾーンの「イタリア交響曲」、ベートーヴェンの「コリオラン序曲」、宮城道雄の箏協奏曲「越天楽」が演奏された。また12月2日に「ベートーヴェン祭」として「エグモント序曲」「第1交響曲」「コリオラン序曲」「第5交響曲」をプログラムした第7回演奏会の案内記事が確認できる。
1930年前半に開催の第8回演奏会では、大木正夫「交響無言詩」、箕作秋吉「組曲 亡き子に」、石川義一の作品が演奏された。10月16日日本青年館において第9回演奏会を開催、ベートーヴェン「第8交響曲」、古関裕而作曲の交響詩「大地の反逆」初演、四家文子独唱によるオペラアリアを小松が指揮している。

## 評価
小松の歌曲作品の特色は、林柳波詩「打ち込め」、藤田健次詩「漁り歌」「麦踏み」、北原白秋詩「時雨日和」にみられるような、素朴な叙情性と叙事性との巧みな融合にあるといわれる。
また1927年に創設した国民交響楽団について、経済難と戦いながら定期演奏を続けている小松の努力が評価されている。
秋田県立博物館先覚記念室では、秋田出身の著名人の一人として小松平五郎の情報を提供している。2003年7月-8月には企画コーナー展「秋田の音楽家」が開催された。

## 主な作品
- 秋田小唄
- 本庄小唄
- 童謡「花咲じいさん」 (北原白秋 詞)
- 童謡「犬の子は仔犬」 (野口雨情 詞)
- マドロス小唄　(横沢千秋 詞) キングレコード　1931年
- 交響詩「快走船と魔海」
- 交響詩「人間礼賛」
- 交響詩「神々の失望」
- 歌曲「小諸」
- 歌曲「ハタハタ音頭」
- 太平小唄 (鹿山鴬村 詞) ビクター 1930年発売[24]
- 栃木音頭 (鹿山鴬村 詞) ビクター 1930年発売[25]
- 馬子唄 (小松平五郎 詞) ビクター 1935年発売[26]
- 島の日永が (北原白秋 詞)[27]
- 東京セネタースの歌（尾崎喜八 詞） コロムビア 1940年発表
- 能代市淳城第二小学校校歌[23]
- 秋田市下北手小学校校歌[23]
- 雄和町戸米川小学校校歌[23]
- 六郷町六郷中学校校歌[23]
- 田沢湖町生保内小学校校歌[23]

## 編著書・翻訳書
- ルイザ・テトラツィーニ（英語版）著 小松平五郎訳『声楽三十講』 アルス, 1926[28]
- 小松平五郎著『楽譜の知識』 (西洋音楽文庫 第2) 春陽堂, 1931[29]
- ルイザ・テトラツィーニ著, 小松平五郎訳『声楽を志す人々へ』春陽堂, 1932[30]
- 小松耕輔, 小松平五郎共著『ピアノ教則本 : 誰にもひけるピアノの弾き方』 (児童音楽叢書 ; 第2) 春陽堂, 1933[10]
- 小松平五郎著『樂譜讀本』千代田書房, 1947[31]
- 小松平五郎編『音楽百科辞典』婦人画報社, 1950[32]
- 小松平五郎著『音楽知識入門』千代田書房, 1952[33]